# Sandrine Rousseau
  Sandrine Rousseau    (Maisons-Alfort, 8 de març de 1972) és una economista i política francesa que representa la 9a circumscripció de París a l'Assemblea Nacional des de les eleccions legislatives franceses de 2022. Membre d'Europa Ecologia-Els Verds (EELV), és considerada a França una figura del moviment Me Too contra la violència sexual, i es descriu a si mateixa com a ecofeminista.

## Trajectòria
Rousseau es va criar a Nieul-sur-Mer on el seu pare, Yves Rousseau, va ser alcalde del 2001 al 2008.
Rousseau es va convertir en candidata a les eleccions regionals franceses de 2010 per a la regió Nord - Pas de Calais, en la tercera posició de la llista. Arran d'una fusió de les llistes d'esquerra, va ser escollida en segona volta a la llista liderada per Daniel Percheron. Va ser nomenada vicepresidenta del Consell Regional del Nord - Pas de Calais, encarregada de la recerca i l'ensenyament superior. Des de 2011 Rousseau va formar part de la direcció nacional d'EELV sota la presidenta de Cécile Duflot.
El març de 2020 Rousseau va ser elegida presidenta de la Conférence permanente des chargés(e)s de mission égalité et diversité (CPED), que està integrada per noranta-quatre institucions públiques d'educació superior i recerca sobre polítiques d'igualtat i diversitat.
El 2021, Rousseau es va presentar a les primàries organitzades per EELV per a les eleccions presidencials franceses de 2022. Es va classificar per a la segona volta però va perdre davant de Yannick Jadot. Més endavant es va incorporar a l'equip de campanya de Jadot però, el març de 2022, en va marxar després d'haver expressat fortes crítiques a l'estratègia de campanya.
Durant les eleccions legislatives franceses de 2022, Rousseau va ser elegida diputada a l'Assemblea Nacional per la 9a circumscripció de París com a membre de la Nova Unió Popular Ecològica i Social. Al parlament és membre de la Comissió d'Afers Socials.

## Obra publicada
- 2022: Par-delà l'androcène, amb Adélaïde Bon et Sandrine Roudaut, Éditions du Seuil.